# سوسة فراشية منقطة
سوسة فراشية منقطة (الاسم العلمي:Tinea apicimaculella) هي نوع من الحشرات تتبع جنس السوسة الفراشية من فصيلة السوسيات الفراشية.